# Никотин
Никотин је алкалоид који се може наћи у неким биљкама из породице Solanaceae, нарочито у дувану. Чини од око 0,6 до 3% укупне суве масе сушеног, индустријског дувана, а његова биосинтеза у биљци се одвија у корену, а накупља се у листовима. Служи као хемијска одбрана биљке од инсеката; тако да је раније била распрострањена његова употреба у виду инсектицида, док се данас у ту сврху користе доста сличне супстанце попут имидаклоприда.
У врло малим концентрацијама (просечна цигарета има око 1 mg никотина) делује као респираторни стимуланс за већину сисара, те је један од најважнијих фактора одговорних за стварање зависности пушења дувана. Према наводима Америчког удружења за срце: Никонтинска зависност је историјски посматрано, увек била најтежа за одвикавање.
Фармаколошке особине и утицај на људски организам којима се дефинише зависност од дувана су слични онима којима се одређује зависност од дрогама попут хероина и кокаина. Сматра се да је количина никотина у цигаретама постепено опадала током година, али је једна студија изнела податке да је његова концентрација повећана око 1,6% у периоду од 1998. до 2005. године. Овом студијом су биле обухваћене све главне тржишне категорије цигарета.

## Историја и назив
Никотин је добио име по латинском називу биљке дувана (Nicotiana tabacum), које води порекло од имена француског амбасадора у Португалу Жан Никот де Вилемајну. Он је послао 1560. године биљку и семе духана из Бразила у Париз, те рекламирао и промовисао његову употребу у медицинске сврхе. Никотин је први пут изолован из духана 1828. године од стране немачких хемичара Поселта и Рејмана, а они су никотин сматрали отровом. Његову хемијску емпиријску формулу је први описао Мелсенс 1843 године, а структуру је утврдио Гари Пинер 1893 године. Прву синтезу никотина извели су А. Пиктет и Crepieux 1904. године.

## Хемија
Никотин је хигроскопна, уљаста течност која се може мешати са водом у својој базној форми. Као азотна база, никотин формира соли са киселинама које су обично у чврстом стању и растворне у води. Никотин може веома лако да пенетрира кожу. Слободна база никотина се може запалити и испод своје тачке кључања, а његове паре ће почети да горе на ваздуху на 308 K (35 °C) и поред ниског притиска паре. Због ове особине. највећи део никотина гори при пушењу цигарете; међутим, ипак се довољно инхалира тако да се постижу жељени ефекти. Количина никотина који се удахне при пушењу дувана је само један мањи део количине коју садрже листови дувана.

### Оптичка активност
Никотин је оптички активно једињење, те има две енантиомерне форме. Облик који се налази у природи је леворотирајући (-) са  = -166.4°. Десноротирајућа форма никотина, (+)-никотин, има само половину физиолошке активности (-)-никотина, у смислу да је потребна већа доза (+)-никотина да се постигну исти ефекти. Соли (+)-никотина су обично десноротирајуће.

## Фармакологија

### Фармакокинетика
Када никотин уђе у организам, веома брзо се дистрибуира кроз крвоток а може да прође и кроз мождану баријеру. Полувреме елиминације никотина у телу износи око два сата.
Количина никотина који се апсорбује у телу током пушења зависи од многих фактора, попут врсте дувана, начина удисања и да ли је кориштен филтер. Код жвакања дувана или његовог ушмркавања, количина никотина који се ослобађа у телу је далеко већа него код пушења. Никотин се метаболизира у јетри путем ензима цитохрома P450 (углавном CYP2A6 али и CYP2B6). Најчешћи метаболити су котинини. Други значајни метаболити су никотин N'-оксид, норникотин, никотин исометонијум ион, 2-хидроксиникотин и никотин глукуронид.
Глуконурација и оксидативни метаболизам никотина у котинин се инхибирају ментолом, додатком који се ставља у ментол цигарете, повећавајући полувреме елиминације никотина у организму.

### Фармакодинамика
Никотин делује на никотинско-ацетилхолинске рецепторе, нарочито на никотинске рецепторе ганглијског типа те на један никотински рецептор ЦНС-а. Први је присутан у адреналној медули док је други присутан у централном нервном систему (ЦНС). У мањим концентрацијама, никотин повећава активности ових рецептора. Никотин такође делује на бројне друге неуротрансмитере преко одређених посредних механизама.

#### Унутар ЦНС
Везивањем на никотинско-ацетилхолинске рецепторе, никотин повећава нивое неких неуротрансмитера, делујући као одређени подешивач њиховог деловања. Постоје мишљења да је повећање нивоа допамина у можданим центрима за награђивање одговорно за еуфорична и опуштајућа стања особа које конзумирају дуван те то на крају доводи до зависности од никотина. Само једна различита аминокиселина између можданих и мишићних ацетилхолинских рецептора објашњава зашто се никотин активира у ЦНС а не у скелетним мишићима где би узроковао тренутну смрт. Стога је никотинска зависност биолошки неуобичајена.
Дувански дим садржи инхибиторе моноаминоксидазе, алкалоиде харман, норхарман, анабасин, анатабин и норникотин. Ове супстансце значајно смањују активност моноаминске оксидазе код зависника од никотина. Ензими моноаминоксидазе разарају моноаминске неуротрансмитере попут допамина, норепинефрина и серотонина.

#### Унутар ПНС
Никотин такође активира и симпатички нервни систем, делујући преко цревних нерва на адреналној медули, стимулирајући отпуштање епинефрина. Ацетилхолин отпуштен из преганглијских симпатичких влакана тих нерва делује као никотинско ацетилхолински рецептор, узрокујући отпуштање епинефрина (и норепинефрина) у крвоток. Никотин има афинитет за ткива која садрже меланин због тога што служи као међупроизвод у синтези меланина или због неповратног везивања меланина и никотина. Ово мишљење је изведено из чињеница у вези повећане зависности од никотину и мањем броју прекидања пушења код тамнијих особа.

#### Унутар адреналне медуле
Због везања на никотинске рецепторе ганглијског типа у адреналној медули, никотин повећава проток адреналина (епинефрина), стимулативног хормона. Због везања на рецепторе, он узрокује деполаризацију ћелије и инфлукс калцијума кроз калијумске канале. Калцијум активира ексоцитозу хромафинских гранула и зато отпушта епинефрин (и норепинефрин) у крвоток. Отпуштање епинефрина (адреналина) проузрокује убрзање рада срца, повећавање крвног притиска, убрзање дисања, као и повећавање нивоа глукозе у крви.
Котинин је нуспроизвод метаболизма никотина, а у крви може остати и до 48 сати.

## Психоактивни ефекти
Ефекти никотина на промене расположења се разликују од студије до студије: по некима је никотин и стимулант и релаксант. Због тога што узрокује испуштање глукозе из јетре и епинефрина (адреналина) из адреналних медула, производи стимулацију. Корисници никотина често спомињу осјећај релаксације, опуштености и угодности. Због смањења апетита и повећања метаболизма, многи пушачи могу изгубити телесну тежину.
При пушењу цигарете, крв богата никотином напушта плућа и долази до мозга за око седам секунди те одмах почиње стимулирати отпуштање многих хемијских супстанци укључујући ацетилхолин, норепинефрин, епинефрин, вазопресин, аргинин, допамин, аутокрине агенте и бета-ендорфин. Ово отпуштање неуротрансмитера и хормона је одговорно за највећи део ефеката никотина. Постоје мишљења да никотин побољшава концентрацију и памћење због повећања нивоа ацетилхолина. Такође, сматра се да побољшава пажњу и будност због повећавања ацетилхолина и норепинефрина. Буђење сексуалне жеље је узрок повећања нивоа норепинефрина. Смањивање осећаја бола се јавља због повећања ацетилхолина и бета-ендорфина. Поред тога, особа осећања смањење осећаја страха због повећања нивоа бета-ендорфина. Никотин продужава и трајање позитивних ефеката допамина и повећава осетљивост у можданом центру за награђивање. Већина цигарета које су доступне садрже у дуванском диму од 0,1 до 2,8 милиграма никотина.
У техничком смислу, никотин не изазива значајну зависност ако се користи ван контекста дуванских производа, односно без примеса. Међутим, само уколико се никотин користи заједно са инхибиторима моноаминоксидазе (МАО) који се налазе у дувану, никотин производи значајну промену у понашању код корисника, што се може сматрати потенцијалом за стварање зависности. Ово је ефекат сличан деловању амфетамина.

## Зависност и лечење
Модерна истраживања показују да никотин делује на мозак и производи бројне ефекте. Нарочито, због своје природе изазивања зависности, никотин активира у мозгу одређене центре за награђивање и сигналне путеве којама се изазивају и регулишу осјећања задовољства и еуфорија.
Допамин је један од кључних неуротрансмитера који активно делују у мозгу. Као и многе психички активне дроге, никотин узрокује дерегулацију производње допамина и других стимулаторних неуротрансмитера док мозак истовремено покушава да компензује вештачки изазвану стимулацију. Поред тога, смањује се осетљивост никотинско ацетилхолинских рецептора. Да би компензовао овај механизам, мозак покушава да повећа број рецептора, Нето ефекат је повећање осетљивости на путањама награђивања, што је у супротности са утицајем других дрога као што су кокаин и хероин, који смањују осетљивост путања награђивања. Ова неурална промена у мозгу остаје месецима након што престане употреба никотина. Никотин такође има и потенцијал да проузрокује зависност код многих животиња.
Данас је познато да се након три седмице апстиненције код пушача ацетилхолински рецептори враћају на нормално стање, као и пре почетка конзумирања дувана. У току тог периода апстиненције, особа може доживљавати периоде немира, раздражљивости па и агресивности, али и депресије. Већ после три дана након престанка конзумирања никотина готово је немогуће пронаћи било какве трагове његовог присуства у мозгу.

### Терапеутска употреба
Примарна терапеутска употреба никотина се огледа у лечењу од зависности од дувана, у сврху одвикавања од пушења и смањењу ризика по здравље. Контролисаним нивоима никотина који се дају пацијентима путем никотинских жвакаћих гума, фластера, спрејева или електричних цигарета покушава се одвикнути особа која је зависна од цигарета односно дувана.
Међутим, само у неколико ситуација, истраживања су показала да је никотин био од терапеутске вредности за пацијента. Такви случајеви се наводе као парадокси пушача. Иако је у већини случајева није у потпуности објашњен стварни механизам деловања, углавном се верује да се основне позитивне акције никотина, када се примењује ван контекста дувана, могу односити и на његово нормално кориштење путем духанског дима, без повећаног ризика по здравље због катрана и других отровних супстанци из дувана.
Примећено је да већина особа код којих је дијагнозирана шизофренија пушила дуван. Претпоставља се да је проценат шизофреничара који пуше између 75% и 90%. Сматра се да је повећана учесталост пушења код шизофреничних пацијената узрокована жељом за самоизлечењем путем никотина. Новије студије и истраживања су пронашла да особе које су благо до умерено зависне имају одређене користи од никотина, али не и оне особе које су веома много зависне. Сва ова истраживања су заснована само на посматрањима, али још нису спроведене детаљне студије. У току су и истраживања о алтернативним употребама никотина путем фластера или жвакачих гума.

## Отровност
доза никотина за пацове износи 50 mg/kg и 3 mg/kg за мишеве. Процењује се да доза од 40-60 mg (0.5-1.0 mg/kg) може бити смртоносна за одраслог човека. Из тих разлога, никотин је много отровнији у односу на друге алкалоиде попут кокаина, који има  дозу од 95,1 mg/kg код мишева. И поред тога, готово је немогуће предозирати се никотином искључиво путем пушења цигарета због релативно мале количине никотина у њима, мада је могуће уз комбинацију са никотинским гумама, фластерима и жвакањем дувана. Просипање веома велике концентрације никотина по кожи може узроковати интоксикацију па чак и смрт, јер никотин веома лако пролази кроз кожу и може доспети у крв.
Канцерогена својства никотина у самосталном, издвојеном облику невезаног за дувански дим, још увек нису објављена од стране Међународне агенције за истраживање рака (ИАРЦ) и не може бити званично стављена у групу канциногених супстанци. Према тренутно доступној литератури, сматра се да никотин, сам по себи, не подржава стварање ћелија рака у здравом ткиву те нема мутогенских својстава. Међутим, никотин и повећана активност никотинско-ацетилхолинских рецептора може довести до апоптозе, што је један од начина како тело уништава непожељне ћелије. Пошто се апоптозом помаже да се уклоне мутиране или оштећене ћелије које на крају могу постати канцерогене, инхибиторске акције никотина могу направити такво окружење у којем је могућ развој рака, мада су такве претпоставке још непотврђене.

## Истраживања
Док акутни/иницијални унос никотина узрокује активацију рецептора никотина, хроничне ниске дозе никотинске употребе доводе до десензитизација никотинских рецептора (услед развоја толеранције) и то резултира у антидепресивном ефекту. Истраживања показују да су ниске дозе никотинских фластера ефективни третман клиничке депресије код непушача. Међутим оригинална истраживања су довела до закључка да: "Никотински фластери производе краткотрајно побољшање депресије са мањим нуспојавама. Због високог здравственог ризика од никотина, никотински фластери нису препоручени за клиничку употребу у контроли депресије."
Иако је пушење повезано са повећаним ризиком од Алцхајмерове болести, постоји евиденција да сам никотин има потенцијал да спречи и третира Алцхајмерову болест.